# Das Lied von der Erde
Das Lied von der Erde ist ein sinfonischer Liederzyklus von Gustav Mahler auf der Basis von Gedichten von Hans Bethge für eine Tenor- und Alt- (oder Bariton-)Stimme und Orchester. Obwohl das Werk nicht in die Reihe der nummerierten Sinfonien Mahlers gehört, wird es gelegentlich als seine neunte Sinfonie betrachtet. Die Spieldauer beträgt circa 65 Minuten.

## Entstehung
Das Lied von der Erde entstand 1908 in Toblach. In dieser Zeit beschäftigte Mahler sich mit Hans Bethges Sammlung Die Chinesische Flöte mit Nachdichtungen altchinesischer Lyrik. Mahler komponierte das Werk in einer Zeit privater Schicksalsschläge. So starb Mahlers ältere Tochter Maria Anna im Alter von vier Jahren an Diphtherie. Außerdem hatte er nach einer antisemitisch motivierten Pressekampagne gegen seine Person als Direktor der Wiener Hofoper zurücktreten müssen. Schließlich wurde in diesem Jahr eine schwere Herzkrankheit diagnostiziert, die wenige Jahre später zu seinem Tod führte. Kurz vor der Vollendung des Werkes schrieb Mahler an Bruno Walter: „Ich war sehr fleißig. […] Ich weiß es selbst nicht zu sagen, wie das Ganze benamst werden könnte. Mir war eine schöne Zeit beschieden und ich glaube, daß es wohl das Persönlichste ist, was ich bis jetzt gemacht habe.“ Diese Zeilen zeigen große Wertschätzung Mahlers für sein Werk und gleichzeitig Unsicherheit über die Einordnung der Form. Das Werk steht zwischen Orchester-Liedzyklus und Sinfonie.

## Zur Musik

### Aufbau
Das Lied von der Erde besteht aus sechs Teilen, in denen Mahler sieben Gedichte aus der Sammlung Die chinesische Flöte von Hans Bethge vertont hat. Bethge hatte die Gedichte nicht direkt aus dem Chinesischen ins Deutsche übersetzt, sondern Hans Heilmanns deutsche Übersetzungen der französischen Übersetzungen von Marquis d’Hervey de Saint-Denys und Judith Gautier frei nachgedichtet. Folgende Lieder hat Mahler in seinem Lied von der Erde vertont:
1. Das Trinklied vom Jammer der Erde (Li-Tai-Po, erste Hälfte von Lied vom Kummer)[3]
2. Der Einsame im Herbst (Qian Qi, erster Teil von Gedicht im alten Stil: Lange Herbstmonate)[4]
3. Von der Jugend (Li-Tai-Po, einige wenige Verszeilen aus Bankett im Pavillon der Familie Táo)[5]
4. Von der Schönheit (Li-Tai-Po, Lotospflücklied)[6]
5. Der Trunkene im Frühling (Li-Tai-Po, Gefühle beim Erwachen aus einem Rausch an einem Frühlingstag)[7]
6. Der Abschied (Mong-Kao-Yen, Übernachtung in Meister Yès Bergklause, umsonst auf Bruder Dīng wartend, und Wang-Wei, Abschied)[8]

Die Identifizierung der chinesischen Dichter von „Der Einsame im Herbst“ und „Von der Jugend“ war aufgrund von gravierenden Problemen mit Judith Gautiers Übersetzungen mit großen Schwierigkeiten verbunden.

### 1. Satz:Das Trinklied vom Jammer der Erde
Allegro pesante (Ganze Takte, nicht schnell) / 3/4-Takt / Tenor solo
Beim Kopfsatz handelt es sich um ein vierstrophiges Lied. Eine Dur-Moll-indifferente Hörner-Fanfare der Tonfolge e-a-g mündet schließlich mit c in eine pentatonische Folge, wie sie auch für die weiteren Sätze der Sinfonie prägend ist. Der dynamische Satzbeginn beruhigt sich schließlich durch eine fallende Melodie der Violinen. Der Tenor setzt mit dem Trinklied ein, dessen positives zwischenzeitliches Auflachen über ein Seitenthema („Wenn der Kummer naht“) in den g-Moll-Refrain („Dunkel ist das Leben“) führt. Die zweite Strophe variiert den Beginn durch Streckung sowie Augmentation und moduliert nach d- und as-Moll. Ihr kommt somit lose die Funktion einer Durchführung zu. Die dritte Strophe ist die musikalisch intensivste und beginnt zunächst instrumental. Der Tenor setzt erst mit einer Seitenthemavariation ein. Die vierte Strophe beinhaltet den Höhepunkt des Satzes auf dem Wort „Leben“. Direkt darauf folgt in A-Dur der Satz „Jetzt nehmt den Wein […] leert eure goldnen Becher zu Grund“. Der pathetisch gedehnte Refrain, ein harmonisch variierter Epilog und schließlich ein dumpfer Fortissimo-Schlag des Blechs beenden das Trinklied.

### 2. Satz:Der Einsame im Herbst
Etwas schleichend. Ermüdet / 3/2-Takt / Alt solo
Das Lied übernimmt die Funktion eines langsamen Satzes und beginnt mit einem Klagethema der Holzbläser, welchen eine prägende Rolle in diesem Satz zukommt. Wie im „Abschied“ symbolisieren einzelne abwärts gerichtete Holzbläsermotive menschliche Einsamkeit. Erst im Übergangsteil zwischen der zweiten und dritten Strophe übernehmen die Streicher die Führung. „Mein Herz ist müde“ antizipiert schon den Abschied der letzten Strophe. Die Worte „Ich weine“ in der letzten Strophe führen zum emotionalen Höhepunkt des Satzes. Dieser endet mit dem Oboenmotiv des Satzbeginns und den Klarinetten.

### 3. Satz:Von der Jugend
Behaglich heiter / 2/2-Takt / Tenor solo
Das kurze scherzohafte Lied führt von der Lebensabwendung eines einsamen Menschen in die Lebenszuwendung, in helle Gemeinschaft jugendlich-unbeschwerter Freude. Das Lied ist nahezu komplett pentatonisch gestaltet und lässt das Bild eines chinesischen Gartens entstehen. Zwei rasche Dur-Teile umrahmen ein langsameres Trio in g-Moll.

### 4. Satz:Von der Schönheit
Comodo. Dolcissimo / 3/4-Takt / Alt solo
Auch dieser Satz ist pentatonisch geführt und stellt nach Tempi und Aufbau ein inverses Scherzo dar. Ein schneller Mittelteil wird von zwei langsamen, doch melodisch bewegten „Serenaden“ umgeben. Das Trio-Hauptthema in G-Dur moduliert in der zweiten Strophe unerwartet nach E-Dur. Der Mittelteil beginnt rein instrumental als allegro subito mit einem lockeren marschartigen Teil. Immer kräftiger auftretende Bläser spielen auf einem belebten Untergrund aus Arpeggien und raschen Figuren. Quintenfanfaren rufen eine fast humoristische, pentatonische Marschpolka ein, bis die Alt-/Baritonstimme die Ankunft der Reiter und ihre zarte Wechselwirkung mit den Mädchen beschreibt. Der zweite Abschnitt des Scherzos beginnt ebenfalls instrumental und verfinstert sich mit rohen Klängen der Blechbläser nach c-Moll. Es folgen anspruchsvolle vokale Passagen: ständige Achtel in sich steigerndem Tempo und tiefer Lage stellen den Huftritt der Pferde dar. Die Trioreprise unterscheidet sich vom Beginn im Wesentlichen durch höhere Dichte. Der Satz endet friedlich mit einem längeren empathischen Epilog der Streicher, Harfen, Oboen und Flöten.

### 5. Satz:Der Trunkene im Frühling
Allegro. Keck, aber nicht zu schnell / 4/4-Takt / Tenor solo
Das Trinklied ist eine eher ironische Burleske, die zunächst Belebung des vom verlorenen Lebensfrühling enttäuschten Trinkers und seinen anschließenden Lebensverdruss darstellt. Der Text endet mit der Phrase: „Was geht mich der Frühling an? Lasst mich betrunken sein“. Das Trinklied ist also eine Brücke zwischen den lebensbejahenden Mittelsätzen und dem Finalsatz, unter der sich die Entwicklung der Liedreihe vom Hellen schließlich ins Dunkle wendet. Die Burleske selbst ist symmetrisch, mit einem romantisierenden Mittelteil, angelegt. Der Satz beginnt in A-Dur mit bewegten Hörnerfanfaren auf Holzbläserfiguren. Die Tenormelodie „Wenn nur ein Traum das Leben ist“ beginnt jedoch eine chromatische Stufe höher in B-Dur. In der zweiten Halbstrophe folgt eine Violinenmelodie, die mit ihren punktierten Figuren und großen Intervallen als eine Dur-Variante des Kopfmotivs Mahlers (7. Sinfonie) gelten kann. Sie tritt im Mittelteil als „Naturthema“ auf. Die zweite Strophe ist ungewöhnlicherweise nur ein Zitat, keine Variation der ersten. Der Mittelteil wird zunächst nur in A-Dur vorgetragen und moduliert später in verwandte Tonarten. Mahler lässt zunächst durch die Oboe, später durch weitere zarte Instrumentierung, ein heiteres Vogelstimmenkonzert entstehen. Das pseudo-erlösende „Der Lenz ist da“ ertönt in Des-Dur. Ihm folgt ein chromatischer Aufstieg mit Varianten des Naturmotivs. Die Burleskenreprise konzentriert sich wieder auf den Trinker und entlarvt seine Trunklust als stärker als seine Romantik. Die trotzige abschließende Aussage des Trinkers („Was geht mich denn der Frühling an? Lasst mich doch betrunken sein!“) beschließt den Satz.

### 6. Satz:Der Abschied
Schwer / 4/4-Takt / Alt solo
Der letzte Satz, ungefähr genauso lang wie die ersten fünf Sätze zusammen, ist der transzendente Höhe- und Zielpunkt des Werkes. Er ist gekennzeichnet durch musikalische Themenfragmentierung, ein langes Ringen um einen Höhepunkt, tiefe Einsamkeit und das Wandeln ins Nichts (und somit ins Dunkel). Erst durch dieses halbstündige Finale wird die Liedfolge zu einem sinfonischen Liedzyklus. Der Aufbau verzichtet weitgehend auf die Sonatensatzform.
Die Folge dreier Grundmotive im ersten Abschnitt wird in den späteren Teilen mehrfach variiert: Ein Oboenmotiv mit Doppelschlag als ständiges Motiv, die fallenden Terzen der Begleitung und das Thema des Rezitatives. Der Text beginnt natural: „Die Sonne scheidet hinter dem Gebirge“. Die Alt-/Bariton-Stimme wird in vielen Takten durch einen Kontrapunkt der Soloflöte ergänzt. Der zweite Teil in F-Dur variiert die zuvor genannten Motive und zeichnet sich durch ein zusätzliches Harfenterzpendel aus. Ein instrumentaler Zwischenteil bringt eine erste Steigerung der Intensität, die jedoch bald zusammenbricht und zum Terzpendel zurückkehrt. Der Teil endet mit einem musikalischen Zusammenbruch, gekennzeichnet durch Solopassagen der Bassklarinette.
Es folgt ein rein instrumentaler Trauermarsch, der mit einer steigenden pentatonischen Skala und einer wiegenden Violinenmelodie zwei neue Motive bringt. Zu Beginn des Marsches dominieren die tiefen Streicher, bis sich das Geschehen fast zum Tutti steigert. Auf den Marsch folgt der zentrale Höhepunkt des Satzes durch zwei unvermittelte Tamtamschläge. Es ist dies ein letzter Belebungsversuch des musikalischen Geschehens. Ihm folgt nur noch ein Abgesang in einem über zehnminütigen Schlussteil. In ihm wird das vokale Element immer mehr zu einem untergeordneten Instrument. Dieser Finalteil bringt den letzten emphatischen Höhepunkt, der in Dur beginnt und sich simultan nach Moll wendet: „Wohin ich geh’? Ich wandre in die Berge – ich suche Ruhe für mein einsam Herz.“ Im abschließenden Morendo kommt erstmals im ganzen Liedzyklus nun die Celesta mit aufschwingenden mehrfachen Skalen hinzu. Das Werk endet zwischen Abschiedstrauer und Ewigkeitsnähe und antizipiert somit die 9. Sinfonie.

## Besetzung
Tenor und Alt (oder Bariton) solo, Piccoloflöte, 3 Flöten (3. auch Piccolo), 3 Oboen (3. auch Englischhorn), Klarinette in Es, 3 Klarinetten in B, Bassklarinette, 3 Fagotte (3. auch Kontrafagott), 4 Hörner, 3 Trompeten, 3 Posaunen, Tuba (nur im 4. Satz), Pauke, Schlagwerk (Glockenspiel, Triangel, Becken, Große Trommel, Tamburin, Tamtam), 2 Harfen, Mandoline, Celesta und Streicher

## Wirkung
Die Uraufführung fand posthum am 20. November 1911 in der Münchener Tonhalle unter Bruno Walter statt, als Solisten wirkten Sara Cahier und William Miller. Das Werk wurde weitgehend positiv aufgenommen. So schrieb die Allgemeine musikalische Zeitung nach der Uraufführung: „Alles in allem darf man das ‚Lied von der Erde‘ jedenfalls zum besten rechnen, was Mahler je geschaffen hat.“ Mahlers komponierende Kollegen nahmen das Werk ebenfalls wieder sehr positiv auf. Anton Webern schrieb an Alban Berg: „Er ist so wie das Vorbeiziehen des Lebens, besser des Gelebten, an der Seele des Sterbenden. Das Kunstwerk verdichtet; das Thatsächliche verflüchtigt, die Idee bleibt; so sind diese Lieder.“
Mahlers Freund und Zeitgenosse Bruno Walter blieb für viele Jahre einer der wichtigsten Interpreten des Lieds von der Erde, das er wiederholt dirigierte und auf Schallplatte aufzeichnete, womit er wesentlich zur Verbreitung der Komposition beitrug. Die von Arnold Schönberg als Fragment hinterlassene (von Rainer Riehn vollendete) Kammerorchester-Fassung des Liedes von der Erde erfreut sich heute auch großer Beliebtheit. Generell gilt das Werk als eine der stärksten Kompositionen Mahlers und ist häufig im Repertoire großer Orchester und Sänger anzutreffen.

## Stellenwert
Mit dem Lied von der Erde setzt die letzte Schaffensphase Gustav Mahlers ein, die schließlich zur Aufgabe der Tonalität in der abschließenden 9. Sinfonie führt. Die im dominierenden letzten Satz vorherrschende Abschiedsthematik hat, ebenso wie in der 9. Sinfonie zu verschiedenen Mystifizierungen geführt. Durch Arnold Schönberg geriet auch wieder in den Fokus, dass die meisten großen Sinfoniker über eine 9. Sinfonie nicht herausgekommen waren. So schrieben beispielsweise Ludwig van Beethoven, Antonín Dvořák und Anton Bruckner bereits genau neun nummerierte Sinfonien und starben vor der Vollendung einer zehnten bzw. schrieben keine weitere. Schönberg schrieb dazu: „Die eine Neunte geschrieben haben, standen dem Jenseits zu nahe. Vielleicht wären die Rätsel dieser Welt gelöst, wenn einer von denen, die sie wissen, die Zehnte schriebe. Und das soll wohl nicht so sein.“ Mahler legte bezüglich dieser Frage selbst einen gewissen Aberglauben an den Tag. So nannte er das Lied von der Erde später inoffiziell seine 9. Sinfonie, um die ihm magisch erscheinende Grenze zu umgehen. Letztlich sollte aber auch er vor der Vollendung seiner 10. Sinfonie sterben.
Die Konzeption des Werkes ist nicht eindeutig. Das Werk genügt den Formkriterien der Sinfonie ebenso wie die anderen späten Mahler-Sinfonien, so dass es mit gleichem Recht als Liederzyklus und als Sinfoniekantate angesehen werden kann. In der vorangegangenen 8. Sinfonie ist das vokale Element ebenfalls durchgängig präsent, hier allerdings eher im Wagnerschen Sinne des Musikdramas. Vergleichbar ist das Lied von der Erde auf Grund seiner Konzeption auch mit den früheren Wunderhorn-Sinfonien (2., 3. und 4. Sinfonie). Diese integrieren ebenfalls ganze Liedsätze in die Form der Sinfonie. Diese Lieder entstammen zum Teil der Sammlung Des Knaben Wunderhorn. Die Lieder im Lied von der Erde stammen hingegen nicht aus einem gesonderten Zyklus, sondern kommen nur innerhalb dieser Sinfonie vor. Im Besonderen durch den riesenhaften letzten Satz („Abschied“) bekommt das Werk den Charakter einer Sinfonie. Dieser Satz stellt einen der längsten Sinfoniesätze im gesamten Schaffen Mahlers dar. Er stellt den inhaltlichen und formalen Höhepunkt des Werkes dar. Auch dieser Satz enthält, für Mahler typisch, wie die meisten andern Hauptsätze, einen großen Marsch. Die Tonsprache des Werkes geht konsequent den ab der 4. und 5. Sinfonie begonnenen Weg der progressiven Chromatik. An die Grenzen der Tonalität stößt Mahler in diesem Werk jedoch noch nicht, dies geschieht erst in der nachfolgenden 9. Sinfonie. Mit dieser stellt es auch ein inhaltliches Doppelwerk unter dem Thema Abschied dar. Hierin stellt es eine gewisse emotionale Herausforderung an Ausführende und Zuhörende. Bruno Walter bemerkte: „Ist es wirklich derselbe Mensch, der ‚in Harmonie mit dem Unendlichen‘ den Bau der Achten errichtet hatte, den wir nun im Trinklied vom Jammer der Erde wiederfinden? Der einsam im Herbst zur trauten Ruhestätte schleicht, nach Erquickung lechzend? Der mit freundlichem Altersblick auf die Jugend, mit sanfter Rührung auf die Schönheit schaut? Der in der Trunkenheit Vergessen des sinnlosen irdischen Daseins sucht und schließlich in Schwermut Abschied nimmt? […] Es ist kaum derselbe Mensch und Komponist. Alle Werke bis dahin waren aus dem Gefühl des Lebens entstanden […] Die Erde ist im Entschwinden, eine andere Luft weht herein, ein anderes Licht leuchtet darüber […].“ Über Mahlers Haltung zu der Komposition berichtet er: „Als ich [das Autograph] ihm zurückbrachte, fast unfähig, ein Wort darüber zu sprechen, schlug er den ‚Abschied‘ auf und sagte: ‚Was glauben Sie? Ist das überhaupt zum aushalten? Werden sich die Menschen nicht darnach umbringen?‘ Dann wies er auf die rhythmischen Schwierigkeiten und fragte scherzend: ‚Haben Sie eine Ahnung, wie man das dirigieren soll? Ich nicht!‘.“

## Film
- Überall und ewig – Gustav Mahler: Das Lied von der Erde. Dokumentarfilm und Werkinterpretation, Deutschland, 2014, 56:43 Min., Buch und Regie: Jason Starr, Produktion: Cultural Media Collaborative, 3sat, Erstsendung: 22. November 2014 bei 3sat, Inhaltsangabe von ARD, u. a. mit Paul Groves, Thomas Hampson, Neeme Järvi, Henry-Louis de La Grange, Morten Solvik.